# Frankrikes ambassad i Rom
Frankrikes ambassad i Rom är Frankrikes primära diplomatiska representation i Italien. Sedan 1874 är ambassaden belägen i Palazzo Farnese, ett palats uppfört under 1500-talet. Byggnaden är belägen på vänstra stranden av Tibern mellan Piazza Farnese och Via Giulia.

## Ambassaden
Frankrike sände sin förste ambassadör, marquis de Noailles, till Italien 1874 och sedan dess har ambassaden varit belägen i Palazzo Farnese. Förutom ambassaden i Rom har Frankrike ett konsulat i Rom, samt generalkonsulat i Milano, Neapel och Turin.

## Byggnaden
Ambassaden är inrymd i Palazzo Farnese, ett av de främsta renässanspalatsen i Rom. Byggnaden är uppförd på platsen för ett äldre palats som förvärvades 1495 av kardinal Alessandro Farnese (senare påve under namnet Paulus III) som påbörjade arbetet med det nya palatset 1514. Byggnadsarbetet sköt fart efter att han valdes till påve 1534. Byggnadsarbetet fortsatte under större delen av 1500-talet; bland dem som deltog var Antonio da Sangallo den yngre och Michelangelo. Palatsets interiör hyser bland annat det berömda Galleria Farnese, som pryddes med fresker runt år 1600 av Annibale Carracci. Drottning Kristina bodde i palatset från att hon kom till Rom 1655 och fram till 1659. Palatset är sedan 1874 Frankrikes ambassad.

## Beskickningschefer
- Albert Billot, 8 mars 1890–
- Camille Barrère, 29 december 1897–
- René Besnard, 24 oktober 1924–
- Maurice Delarüe de Beaumarchais, 28 november 1927–
- Henry de Jouvenel, 3 januari 1933–
- Charles de Chambrun, 29 juli 1933–
- Jules-François Blondel, 1936–1938
- André François-Poncet, 18 oktober 1938–[1]
- Maurice Couve de Murville, 31 mars 1944–[1]
- Alexandre Parodi, 19 januari 1946–[1]
- Georges Balaÿ, 25 september 1946–[1]
- Jacques Fouques-Duparc, 29 september 1947–[1]
- Gaston Palewski, 17 augusti 1957–[1]
- Armand Bérard, 1 juni 1962–[1]
- Étienne Burin des Roziers, 4 juli 1967–[1]
- Charles Lucet, 1 mars 1972–[1]
- François Puaux, 1 februari 1975–[1]
- Jacques Senard, 17 februari 1981–[1]
- Gilles Martinet, 19 november 1981–[1]
- Jacques Andréani, 17 oktober 1984–[1]
- Gilbert Pérol, 12 oktober 1988–[1]
- Philippe Cuvillier, 21 juni 1991–[1]
- Jean-Louis Marie Lucet, 4 augusti 1993–[1]
- Jean-Bernard Mérimée, 7 september 1995–[1]
- Jacques Blot, 24 juli 1998–[1]
- Loïc Hennekinne, 10 september 2002–[1]
- Yves Aubin de La Messuzière, 27 september 2005–[1]
- Jean-Marc de La Sablière, 7 september 2007–[1]
- Alain Le Roy, 5 januari 2012–[1]
- Catherine Colonna, 1 september 2014–[1]
- Christian Masset, 6 september 2017–[2]

Denna lista hämtas från Wikidata. Informationen kan ändras där.